# 阿特湖畔翁特拉赫
阿特湖畔翁特拉赫是奥地利上奥地利州弗克拉布鲁克县的一个市镇。总面积26.02平方公里，总人口1529人，人口密度58.8人/平方公里（2005年）。